# District Courthouse and Police Station
Das District Courthouse and Police Station (auch bekannt als East Hawaii Cultural Center (EHCC)) ist heute ein Kulturzentrum in Hilo auf der Insel Hawaiʻi im amerikanischen Bundesstaat Hawaii. Das EHCC wurde 1967 gegründet und wird vom East Hawaiʻi Cultural Council, einer Dachorganisation lokaler Kunstverbände, verwaltet. Der Schwerpunkt des EHCC liegt auf der Präsentation traditioneller und zeitgenössischer einheimischer Kunst und Kultur. Es wird jährlich von etwa 20.000 Personen besucht.
Das 1932 errichtete Gebäude des EHCC beherbergte vor der Nutzung durch das Kulturzentrum ein Bezirksgericht sowie eine Polizeistation. Das Gebäude liegt an der Kalākaua Street am Kalākaua Park und wird auch als Old Police Station bezeichnet. Es wurde 1974 restauriert und am 4. September 1979 in das National Register of Historic Places (NRHP) aufgenommen und damit unter Denkmalschutz gestellt.
Das EHCC umfasst drei Galerien, in denen lokale, nationale and internationale Kunst ausgestellt werden. Weiterhin gibt es einen Bühnenraum mit über 100 Sitzplätzen, ein Kunststudio und eine Tanzfläche. Auf dem Balkon des Gebäudes finden Sommeraufführungen der Hilo Community Players mit Stücken von Shakespeare statt. Das EHCC veranstaltet und sponsert über seine eigenen Aktivitäten hinaus weitere Ausstellungen und Events, so das seit 1989 jährlich stattfindende Big Island Slack Key Guitar Festival.
Im EHCC fand im Jahr 2002 eine Ausstellung digitaler Kunst von 24 Künstlern aus 21 Ländern statt, die ihre Bilder anschließend in einer „digitalen Surftour“ zeigten.